# Ера Калачурі
Ера Калачурі (гінді कलचुरी, англ. kalachuri) — індуїстська система літочислення, яку поклав Ірварасена, король народу Абхіра, десь між 248—250 рр. н. е. Вперше вона використовувалася в Гуджараті та Махараштрі, звідки вона поширилася в Мадх'я-Прадеш і Уттар-Прадеш, де її використовували до XIII сторіччя.